# 高村镇 (万荣县)
高村镇，原为高村乡，是中华人民共和国山西省运城市万荣县下辖的一个乡镇级行政单位。2021年4月20日，撤乡设镇。

## 行政区划
高村镇下辖以下地区：
高村、乌停村、北薛村、聚村、王亚村、薛店村、闫景村、潘朝村、杨庄村、小桃村、南里村、卓里村、郭村、薛村、张薛村、王里村、丁樊村、麻沟村、冯村和半坡村。

## 中国传统村落
阎景村获评“中国传统村落”。